# Dayna Ash
Dayna Ash es una poeta y activista cultural libanesa. Fue nombrada una de las 100 mujeres de la BBC en 2019.

## Trayectoria
Ash nació en Líbano pero creció en los Estados Unidos. Vivió en California durante dieciséis años, y en Berlín durante un año, antes de establecerse permanentemente en Beirut. Empezó su carrera en las artes como poeta de palabra hablada, un tipo de performance poética que utiliza además elementos musicales y teatrales.
En respuesta a una de las piezas de palabra hablada de Ash, Carolin Dylla la describió como "la encarnación muy real, sin pretensiones y tatuada de las capacidades más genuinas del arte: crear belleza a partir de la ira y la desesperación, y explorar formas de crear significado donde la explicación racional falla". Su poema "Lullaby"  canción de cuna, fue publicado en Internet en Riwayya: A Space of Collision en 2015.

### El refugio de los artistas
Ash fundó Haven For Artists, El refugio de los artistas, en 2010. Actualmente es su Directora Ejecutiva. Haven For Artists es una organización sin ánimo de lucro en el barrio de Mar Mikhaël de Beirut, que proporciona un espacio para los artistas underground. En 2017 recibió la condición oficial de organización no gubernamental.
El objetivo original de Haven era organizar eventos que reunieran a los artistas para actuaciones compartidas, y reducir así la competitividad por la exposición. En 2016, Haven adquirió una casa en el barrio de Mar Mikhaël para proporcionar un espacio más permanente para las actuaciones, y para crear un espacio de vida y trabajo para los artistas. En 2017, en Haven se abrió temporalmente la librería de lengua inglesa Aaliyah's Books. A partir de 2018, Haven proporcionó cuatro residencias de artistas de tres meses cada vez. La planta baja del edificio alberga el Concept 2092, que incluye una cafetería, un espacio de trabajo conjunto, exposiciones de arte y una tienda que vende el trabajo de los residentes. El espacio es libre.
Además de acoger artistas, Haven sirve como "el único espacio seguro para LGBTQ+ y mujeres en Beirut". Sin embargo, Haven se identifica como una organización apolítica: Ash dice: "Las cosas que nos agravian, las hacemos a través del arte, no a través de la política: no cambiando la política, no siendo abrasivos, no bajando a protestar. Sólo el arte nos salvará".
En 2019, Ash y Haven aparecieron en la serie de vídeo de la cineasta libanesa Tania Safi Shway Shway (que significa "Poco a poco"), donde destacaba a los activistas locales.

### Otros tipos de activismo
En 2014, Ash trabajó como agente superior sobre el terreno para la ONG ACTED, apoyando a los refugiados sirios.
En octubre de 2019, Ash participó en las protestas antigubernamentales en Beirut. El periódico The National la identificó como una de las líderes de "las mujeres de primera línea" en las protestas que reunieron a mujeres de muchos orígenes culturales para defender sus inquietudes como mujeres.